# Ромбиоло
Ромбио̀ло (на италиански: Rombiolo, на местен диалект Rumbiòlu, Румбиолу) е малко градче и община в Южна Италия, провинция Вибо Валентия, регион Калабрия. Разположено е на 460 m надморска височина. Населението на общината е 4616 души (към 2012 г.).